# غلادوس
غلادوس (بالإنجليزية: GLaDOS)‏ هي شخصية ذكاء اصطناعي خيالية والخصم الرئيسي في لعبة بورتال ولكن في الجزء الثاني (بورتال 2) تصبح شريكة لبطلة اللعبة شيل. وهي مسؤولة عن الاختبار والصيانة في مؤسسة ابرتشر ساينس. تم ابتكار الشخصية بواسطة كل من إيريك ولباو وكيم سويفت وأدت صوتها المعنية إلين مكلين.

## روابط خارجية
- غلادوس على موقع ميوزك برينز (الإنجليزية)